# Посольство Эстонии в Польше
Посольство Эстонской Республики в Польше (пол. Ambasada Estonii w Warszawie ; эст. Eesti saatkond Varssavis) — эстонское дипломатическое представительство, расположенное в Варшаве, Польша.
Должность Чрезвычайного и Полномочного Посла с сентября 2018 года занимает Мартин Рогер (эст. Martin Roger) ― кадровый эстонский дипломат, выпускник юридического факультета Тартуского университета (2001), магистр международного права (Амстердамский университет, 2004).

## История
Дипломатические отношения между Польшей и Эстонией были установлены 4 мая 1921 года и возобновлены в сентябре 1991 года.
Посольство Эстонской Республики в Варшаве было открыто 20 июня 1995 года. Первым главой миссии был эстонский дипломат Рихо Лаанемяэ (эст. Riho Laanemäe) (1995—1996).
По данным на 2021 год, в Польше действуют почётные консулы Эстонии в городах Щецин, Краков, Гданьск, Белосток, Вроцлав.